# Rhabdamia
Rhabdamia is een geslacht van straalvinnige vissen uit de familie van kardinaalbaarzen (Apogonidae). Het geslacht is voor het eerst wetenschappelijk beschreven in 1909 door Weber.

## Soorten
- Rhabdamia clupeiformis Weber, 1909
- Rhabdamia cypselurus Weber, 1909
- Rhabdamia gracilis Bleeker, 1856
- Rhabdamia nigrimentum Smith, 1961
- Rhabdamia mentalis (Evermann & Seale, 1907)
- Rhabdamia nuda Regan, 1905
- Rhabdamia spilota Allen & Kuiter, 1994